# Cardamine dissecta
Cardamine dissecta là một loài thực vật có hoa trong họ Cải. Loài này được (Leavenw.) Al-Shehbaz mô tả khoa học đầu tiên năm 1988.